# 莱泽
莱泽（法語：Laizé，法語發音：[lɛze]）是法国索恩-卢瓦尔省的一个市镇，属于马孔区。

## 地理
莱泽（46°23'43"N, 4°48'22"E）面积10.44 平方千米，位于法国勃艮第-弗朗什-孔泰大區索恩-卢瓦尔省，该省份为法国中部省份，北起顺时针与科多尔省、汝拉省、安省、罗讷省、卢瓦尔省、阿列省和涅夫勒省接壤。
与莱泽接壤的市镇（或旧市镇、城区）包括：克莱塞、沙博尼耶尔、于里尼、马孔、拉罗什维讷斯、圣莫里斯德萨托奈、韦尔泽。

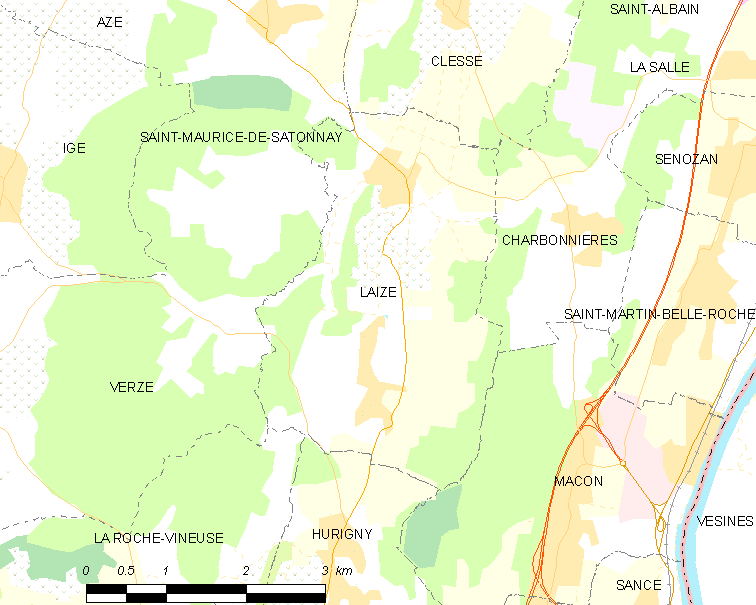
莱泽的OSM定位图

莱泽的时区为UTC+01:00、UTC+02:00（夏令时）。

## 行政
莱泽的邮政编码为71870，INSEE市镇编码为71250。

## 政治
莱泽所属的省级选区为于里尼县。

## 人口

1962-2008年间莱泽人口变化图示

莱泽于2022年1月1日时的人口数量为1135人。